# Margittai Antal
Margittai Antal (Várpalánka (jelenleg Munkács városrésze), 1880. szeptember 17. – Munkács, 1939. július 17.) botanikus, flórakutató, tanár.

## Életrajza
Margittai Antal 1880. szeptember 17-én született a kárpátaljai Várpalánkán. Az egyetemet Budapesten végezte, majd a munkácsi gimnázium tanára lett, s itt tanított egészen élete végéig.
Bereg és Turóc vármegye területét, illetve az Északkeleti-Kárpátok flóráját kutatta; 28 évet (1911-1939) szentelt Kárpátalja flórakutatásának. Sokoldalú és eredményekben gazdag tevékenysége során, nemcsak a flórakutatás terén vált ismertté, de egyes taxonok feldolgozását (Rosa, Cenlaurea), illetve pontosítását (Elatine) is vállalta. Folyamatosan kutatta és írta le Kárpátalja Horisztikai szempontból érdekes helyeit, például a Szvidovecet (1930), a Pietroszt (1933), a Fekete-hegyet (1937), de felfigyelt a vadnövényekre is (1929).
Florisztikai Összefoglalói a 20. század első felének a legjelentősebb eredménye voltak Kárpátalja flóra-kutatásának történetében. 300000 körüli lapot számláló herbáriuma Budapesten, Kolozsváron és Ungváron található.

## Főbb munkái
- Adatok Turócz vármegye flórájához (Magy. Botanikai L. 1910. 9. sz., 1911. 10. sz., 1913. 12. sz., 1914. 13, sz., 1918. 17. sz.) Online
- Adatok Beregvármegye flórájához (Magy. Botan. L. 1911 – 13.) Online
- Ujabb adatok Bereg vármegye flórájához. (Különnyomás a "Magyar Botanikai Lapok" 1913. évi 1/5. számából.)
- Adatok az Északkeleti Felvidék flórájához (Botanikai Közlöny, 1927. 27. sz.)
- Az Északkeleti Kárpátok Antaureái (Botanikai Közlöny 1932. 29. sz.)
- A kőrösmezei Pietros havas flórája (Botanikai Közlöny 1935. 32. sz.)
- Megjegyzések a magyar Elatine fajok ismeretéhez (Botanikai Közlöny 1939. 36. sz.)